# ادری کوئواس
ادری کوئواس (انگلیسی: Adri Cuevas؛ زادهٔ ۱۰ ژانویهٔ ۱۹۹۰) بازیکن فوتبال اهل اسپانیا است.
از باشگاه‌هایی که در آن بازی کرده‌است می‌توان به باشگاه فوتبال هرکولس، باشگاه فوتبال سلتاویگو، باشگاه فوتبال خرز، و باشگاه خیمناستیک تاراگونا اشاره کرد.